# Disidrosi
La disidrosi o pompholix, spesso anche definita eczema disidrotico, è una malattia della pelle caratterizzata da piccole vescicole sulle mani o sui piedi. 
Si tratta di una forma di dermatite acuta, cronica o ricorrente che si sviluppa sui bordi delle dita delle mani o dei piedi (spazi interdigitali), in taluni casi sul palmo della mano o del piede, ma anche sul dorso delle mani.
È caratterizzata dalla comparsa di vescicole profonde, sovente pruriginose, che contengono un liquido sieroso trasparente (che non è sudore). Le vescicole, che spesso evolvono raggruppandosi in vescicole più grandi, tendono a riassorbirsi col tempo, lasciando la pelle secca e screpolata, con possibili sanguinamenti causati, in taluni casi, dallo stesso paziente a causa del prurito. 
In passato si riteneva che il problema fosse causato da un eccesso di sudorazione (iperidrosi) ma sembra che il problema sia piuttosto da ricollegare ad una malattia psicosomatica, da associare cioè a casi di stress o ansia (ipotesi tuttavia non confermata).
La disidrosi non è assolutamente contagiosa e, talora, assume anche carattere ereditario, esattamente come la psoriasi, anch’essa malattia dermatologica.

## Sintomi

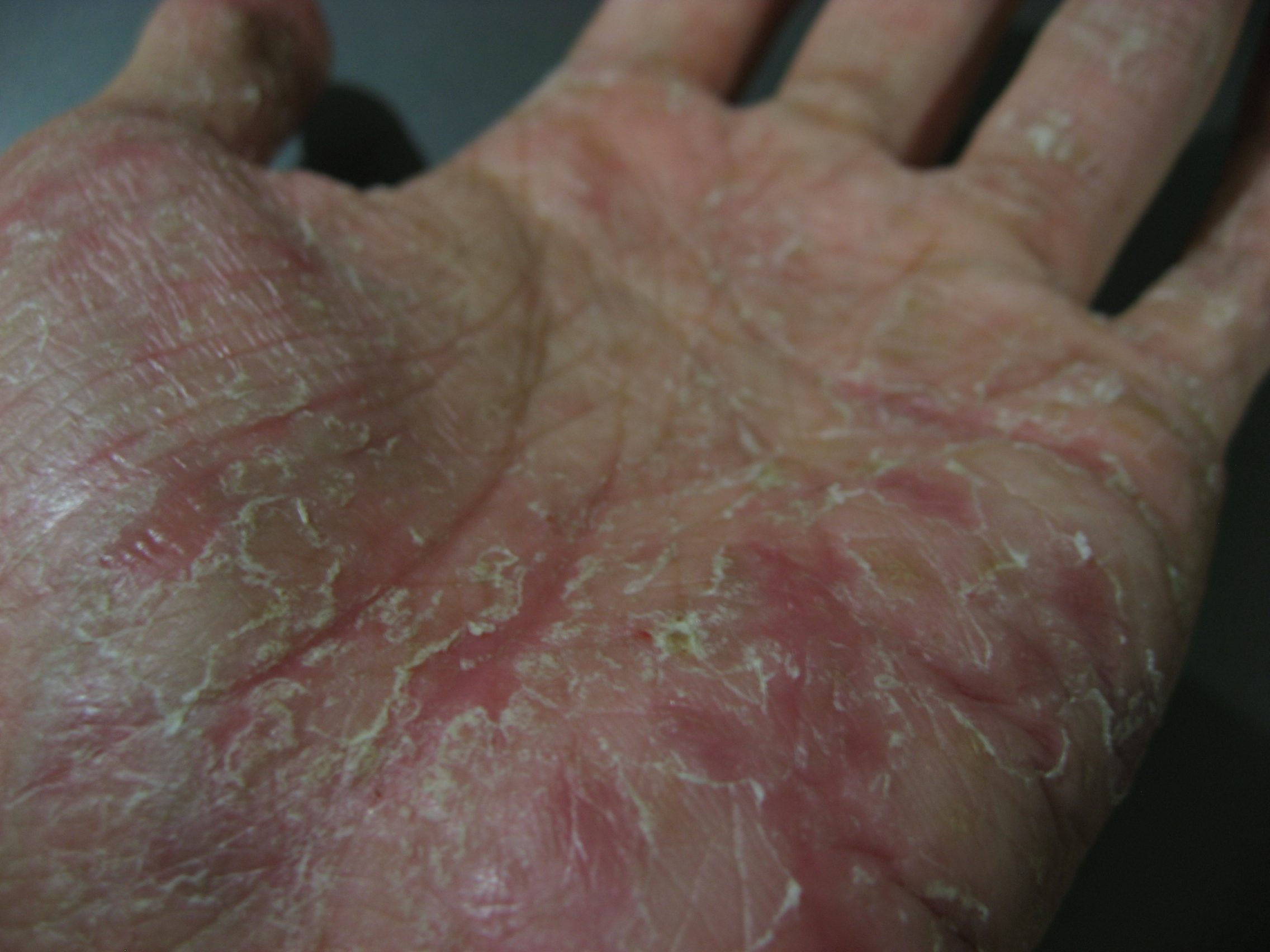
Stato avanzato di disidrosi.

Piccole vescicole con le seguenti caratteristiche: 
- Le vescicole sono piccole (circa 1 mm di diametro). Appaiono sulle punte ed i lati delle dita di mani e piedi e sulle piante del piede, sul palmo o sul dorso della mano.
- Le vescicole talvolta sono opache e si trovano nella parte profonda della pelle; possono apparire come un leggero gonfiore sulla pelle o essere percepite solo al tatto e non si rompono facilmente. Capita che più vescicole si riuniscano in una di maggiori dimensioni.
- Le vescicole possono essere fonte di un fastidioso prurito o essere del tutto asintomatiche. In molti casi si può avere un peggioramento nel caso di contatto con acqua clorata, detergenti, solventi o sostanze irritanti in genere.
- Il grattare le vescicole può provocarne la rottura e la conseguente perdita del liquido: ciò provoca la formazione di croste che si staccano lasciando allo scoperto la delicata cute sottostante che impiega settimane per guarire.
- Il fluido contenuto nelle vescicole è siero che si accumula tra le cellule infiammate dell'epidermide per cause non ancora note.

## Possibili cause
- Si ipotizza che la causa potrebbe in certi casi essere riconducibile ad intolleranze alimentari.
- Talora l'origine della malattia è stata attribuita ad un aumento della sudorazione in periodi di stress o ansia, sono molti però i pazienti che hanno rifiutato il collegamento allo stress.
- L'eruzione cutanea potrebbe anche essere causata da un'infezione locale, di carattere batterico o micotico, ma più spesso l'infezione interviene in un secondo tempo, eventualmente dopo che le vescicole si sono aperte.
- In certi casi, la luce del sole sembra aumentare gli attacchi di disidrosi: alcuni pazienti collegano la comparsa delle vescicole e dell'irritazione alle prime esposizioni al sole primaverile; in altri casi invece la luce solare ed il calore estivo comportano al contrario una regressione della malattia, specie in presenza di contatto con l'acqua salata del mare.
- In alcuni casi la comparsa dei sintomi pare sia collegata al contatto con cemento o polvere della sabbia
- Alcuni altri pazienti hanno collegato la comparsa della disidrosi al contatto con l'acqua clorinata delle piscine o al contatto con acqua del rubinetto eccessivamente trattata con cloro.
- In alcuni casi la comparsa potrebbe essere collegata all'utilizzo di calzature aperte (sandali ecc.)
- Talvolta potrebbe essere un problema legato ad infezioni intestinali. Alcuni pazienti hanno riferito che con una dieta appropriata i sintomi regrediscono.

Come si può notare, le ipotetiche cause sono differenti e talvolta in contrasto tra loro.

## Trattamento
Utili provvedimenti non farmacologici:
- Proteggere le aree colpite dall'umidità e dal calore (non sempre utile).
- Mantenere la pelle nelle zone interessate il più possibile idratata (utilizzare creme idratanti specifiche).
- Togliere spesso calze e scarpe in modo da permettere una agevole traspirazione del sudore (nei casi in cui colpisca i piedi).
- Indossare guanti in vinile foderati in cotone (non sempre utile)
- Per il bagno e per la doccia utilizzare acqua tiepida e quantità minime di sapone (evitare il contatto delle parti colpite con sostanze irritanti).
- L'uso di antitraspiranti da utilizzare sulle mani e sui piedi in certi casi può essere d'aiuto.
- Non esiste una dieta speciale per questa patologia tranne il caso in cui una allergia alimentare sia riconosciuta tra le cause o i fattori aggravanti.
- Limitare le fonti di stress (non sempre utile).
- In certi casi, esporre le zone colpite al sole estivo ed all'acqua marina (ma in certi casi potrebbe essere addirittura controproducente).

La reazione allergica è in relazione alle condizioni del sistema immunitario ed è quindi condizionata da stress o fattori psicosomatici in senso lato.
Farmaci utili:
- Permanganato di potassio in soluzione diluita
- Eosina soluz. 2%
- Ossido di zinco in pomata (Pasta di Hoffmann)
- Ciclosporina un forte immunosoppressore utilizzato per la cura della colite ulcerosa (solo nei casi in cui quest'ultima è riconosciuta come causa)
- Pomate contenenti immunosoppressori
- Pomate a base di corticosteroidi (le più utilizzate, ma soltanto per curare i sintomi infiammatori).
- Acido salicilico
- Gel o unguenti a base di aloe

## Prognosi
Più che una malattia grave, la disidrosi è una malattia fastidiosa; essa, infatti, se non curata a dovere, può condizionare tutte le attività manuali, protrarsi per più di 3 o 4 settimane e dar luogo a infezioni cutanee.